# Coal City (Illinois)
Pour les articles homonymes, voir Coal City.
Coal City est un village des comtés de Grundy et Will dans l'Illinois, aux États-Unis,. Il est incorporé le 11 novembre 1881.

## Démographie
Lors du recensement de 2010, le village comptait une population de 5 587 habitants. Elle est estimée, en 2016, à 5 434 habitants.

## Source de la traduction
- (en) Cet article est partiellement ou en totalité issu de l’article de Wikipédia en anglais intitulé « Coal City, Illinois » (voir la liste des auteurs).